# Micromisumenops xiushanensis
Micromisumenops xiushanensis Tang & Li, 2010 è un ragno appartenente alla famiglia Thomisidae.
È l'unica specie nota del genere Micromisumenops.

## Distribuzione
L'unica specie oggi nota di questo genere è stata rinvenuta in Cina

## Tassonomia
Genere rimosso dalla sinonimia con Misumenops F.O.P.-Cambridge, 1900 a seguito di un lavoro degli aracnologi Tang & Li del 2010 sugli esemplari tipo di Misumenops xiushanensis Song & Chai, 1990.
Dal 2010 non sono stati esaminati altri esemplari, né sono state descritte sottospecie al 2014.